# Viêm động mạch tế bào khổng lồ
Viêm động mạch tế bào khổng lồ (tiếng Anh: Giant cell arteritis, viết tắt là GCA) hay viêm động mạch thái dương, bệnh Horton là một bệnh tự miễn do viêm mạch máu lớn. Các triệu chứng gồm đau đầu, đau vùng thái dương, các triệu chứng giống cúm, nhìn đôi (song thị) và cứng hàm, có thể gây nên các biến chứng gồm tắc động mạch mắt dẫn đến mù lòa, cũng như lóc tách động mạch chủ và phình động mạch chủ. Viêm động mạch tế bào khổng lồ thường đi kèm với bệnh đau đa cơ do thấp khớp.
Căn bệnh này chưa rõ nguyên nhân. Cơ chế liên quan đến tình trạng viêm các mạch máu nhỏ cung cấp máu nuôi dưỡng cho thành động mạch lớn. Tình trạng này thường gây ảnh hưởng đến các động mạch xung quanh đầu và cổ và ngực. Định hướng chẩn đoán dựa trên các triệu chứng, xét nghiệm máu và  chẩn đoán hình ảnh, và chẩn đoán xác định bằng sinh thiết động mạch thái dương. Tuy nhiên, ở khoảng 10% số người mắc bệnh không phát hiện bất thường ở động mạch thái dương.
Điều trị: dùng liều cao steroid như prednisone hoặc prednisolone. Khi các triệu chứng đã hết thì giảm liều thuốc với hàm lượng giảm khoảng 15% mỗi tháng. Sau khi đạt đến liều lượng thấp, tiếp tục giảm liều trong năm tiếp theo. Các loại thuốc khác được khuyến nghị để điều trị phối hợp gồm bisphosphonat để ngăn ngừa loãng xương và thuốc ức chế bơm proton (PPI) để ngăn ngừa tác dụng phụ của corticoid lên dạ dày.
Viêm động mạch tế bào khổng lồ gặp trong 1/15.000 người ở độ trên 50 tuổi mỗi năm. Tình trạng này chủ yếu xảy ra ở những người trên 50 tuổi, phổ biến nhất ở những người ở độ tuổi 70. Thường gặp ở nữ giới và những người gốc Bắc Âu. Bệnh không ảnh hưởng đến tuổi thọ trung bình. Mô tả đầu tiên về căn bệnh này vào năm 1890.

## Triệu chứng cơ năng và triệu chứng thực thể
Các triệu chứng phổ biến của viêm động mạch tế bào khổng lồ gồm:
- tiếng thổi mạch máu
- sốt
- đau đầu[9]
- đau và nhạy cảm da đầu
- đau hàm khi nhai
- đau lưỡi khi nhai và hoại tử[10][11]
- giảm thị lực (nhìn mờ)
- mất thị lực cấp tính (mù đột ngột)
- song thị (nhìn đôi)
- ù tai cấp tính
- đột quỵ[12]
- đau đa cơ do thấp khớp (50% trường hợp)[13]

Tình trạng viêm ảnh hưởng đến việc cấp máu cho mắt, gây mờ mắt hoặc mù đột ngột. Trong 76% trường hợp liên quan đến mắt, động mạch mắt có liên quan, gây ra bệnh thần kinh thị giác do thiếu máu cục bộ phía trước (Arteritic Anterior Ischemic Optic Neuropathy, AION).
Viêm động mạch tế bào khổng lồ có thể biểu hiện với các triệu chứng không điển hình hoặc chồng chéo. Chẩn đoán sớm và chính xác rất quan trọng để ngăn ngừa mất thị lực do thiếu máu cục bộ. Do đó, bệnh này được coi là một cấp cứu y tế.
Nghiên cứu khác nhau khẳng định bệnh này có thể tái phát. Bệnh thường tái phát khi điều trị liều lượng thấp prednisone (<20 mg / ngày) trong năm đầu tiên điều trị, và các dấu hiệu tái phát phổ biến nhất là đau đầu và đau đa cơ do thấp khớp.

### Bệnh đi kèm
Kháng nguyên virus varicella-zoster (VZV) được tìm thấy trong 74% mẫu sinh thiết động mạch thái dương có kết quả dương tính với viêm động mạch tế bào khổng lồ (VĐMTBKL), cho thấy rằng nhiễm VZV có thể gây ra đợt viêm.
Trong khoảng một nửa số trường hợp, bệnh này có thể cùng tồn tại với đau đa cơ do thấp khớp (polymyalgia rheumatica, PMR) đặc trưng bởi triệu chứng khởi phát đột ngột của cơn đau và cứng cơ (xương chậu, vai) của cơ thể và hay gặp ở người cao tuổi. VĐMTBKL và đau đa cơ do thấp khớp liên kết chặt chẽ đến mức hai căn bệnh này thường bị coi là những biểu hiện khác nhau của cùng một quá trình bệnh. Đau đa cơ do thấp khớp thường không có các triệu chứng sọ não như đau đầu, đau hàm khi nhai và các triệu chứng về thị lực, còn VĐMTBKL có các triệu chứng trên.
VĐMTBKL có thể ảnh hưởng đến động mạch chủ và dẫn đến phình động mạch chủ và lóc tách động mạch chủ. Có đến 67% những người bị VĐMTBKL có bằng chứng viêm động mạch chủ, làm tăng nguy cơ bị phình và lóc tách. Có nhiều quan điểm cho rằng nên kiểm tra định kỳ mỗi người khi có VĐMTBKL để theo dõi biến chứng đe dọa tính mạng có thể xảy ra bằng cách chụp động mạch chủ. Việc sàng lọc nên được thực hiện theo từng trường hợp cụ thể dựa trên các dấu hiệu và triệu chứng của người bị VĐMTBKL.

## Cơ chế bệnh sinh
Cơ chế bệnh sinh của VĐMTBKL là kết quả của một đợt viêm, kích hoạt bởi nguyên nhân chưa được xác định, dẫn đến các tế bào đuôi gai trong thành mạch kích hoạt các tế bào T và đại thực bào để hình thành thâm nhiễm hạt. Những thâm nhiễm này làm xói mòn lớp giữa và bên trong lớp giữa động mạch, dẫn đến phình động mạch và lóc tách. Sự hoạt hóa của tế bào T hỗ trợ 17 (Th17) liên quan đến tiết các chất hóa học như interleukin (IL) 6, IL-17, IL-21 và IL-23 có một vai trò quan trọng. Đặc biệt, sự hoạt hóa Th17 dẫn đến việc tiếp tục kích hoạt các tế bào Th17 khác thông qua IL-6 theo phương thức liên tục và có tính chu kỳ. Có thể gián đoạn con đường này bằng cách sử dụng glucocorticoid, và gần đây người ta đã phát hiện ra rằng các chất ức chế IL-6 cũng đóng một vai trò ức chế viêm.

## Chẩn đoán

### Khám thực thể
- Sờ vùng đầu thấy động mạch thái dương nổi cứng, có hoặc không có mạch đập.[21]
- Da vùng thái dương mỏng.[21]
- Tần số mạch giảm[21]
- Bằng chứng về thiếu máu cục bộ có thể phát hiện khi khám tổng quát.[21]
- Có thể nghe thấy tiếng thổi động mạch dưới đòn và động mạch nách[21]

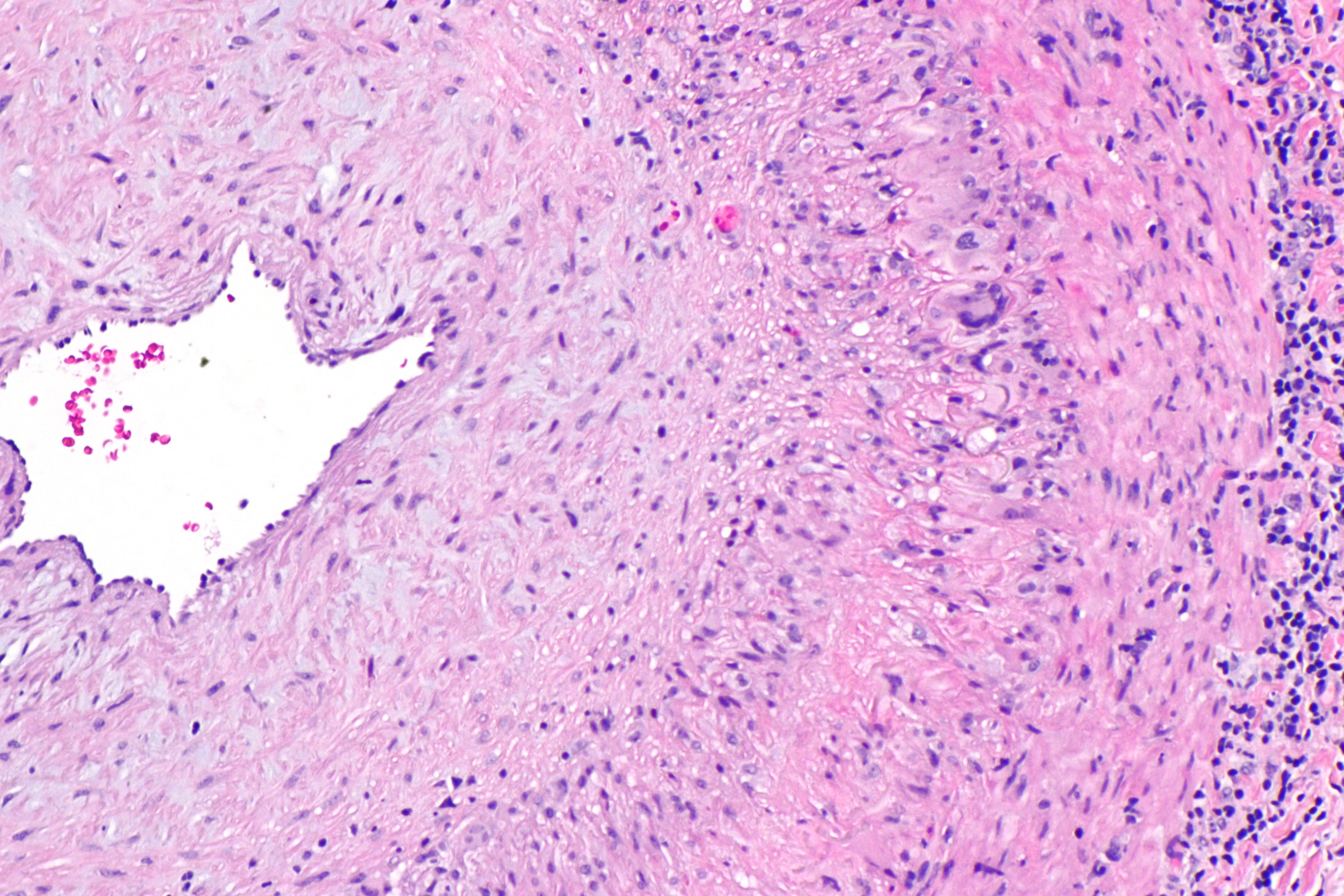
Nhìn trên tiêu bản kính hiển vi cho thấy viêm động mạch tế bào khổng lồ trong sinh thiết động mạch thái dương. Lòng động mạch ở bên trái hình (chỗ màu trắng). Một tế bào khổng lồ ở bên phải, giữa lớp trong và lớp giữa. Nhuộm H&E

### Xét nghiệm trong phòng thí nghiệm
- Máu lắng[22] > 60 mm / giờ (bình thường: 1–40 mm / giờ).
- Protein phản ứng C (CRP) tăng cao.[22]
- Xét nghiệm chức năng gan: tăng cao bất thường phosphatase kiềm
- Tiểu cầu tăng.

### Sinh thiết

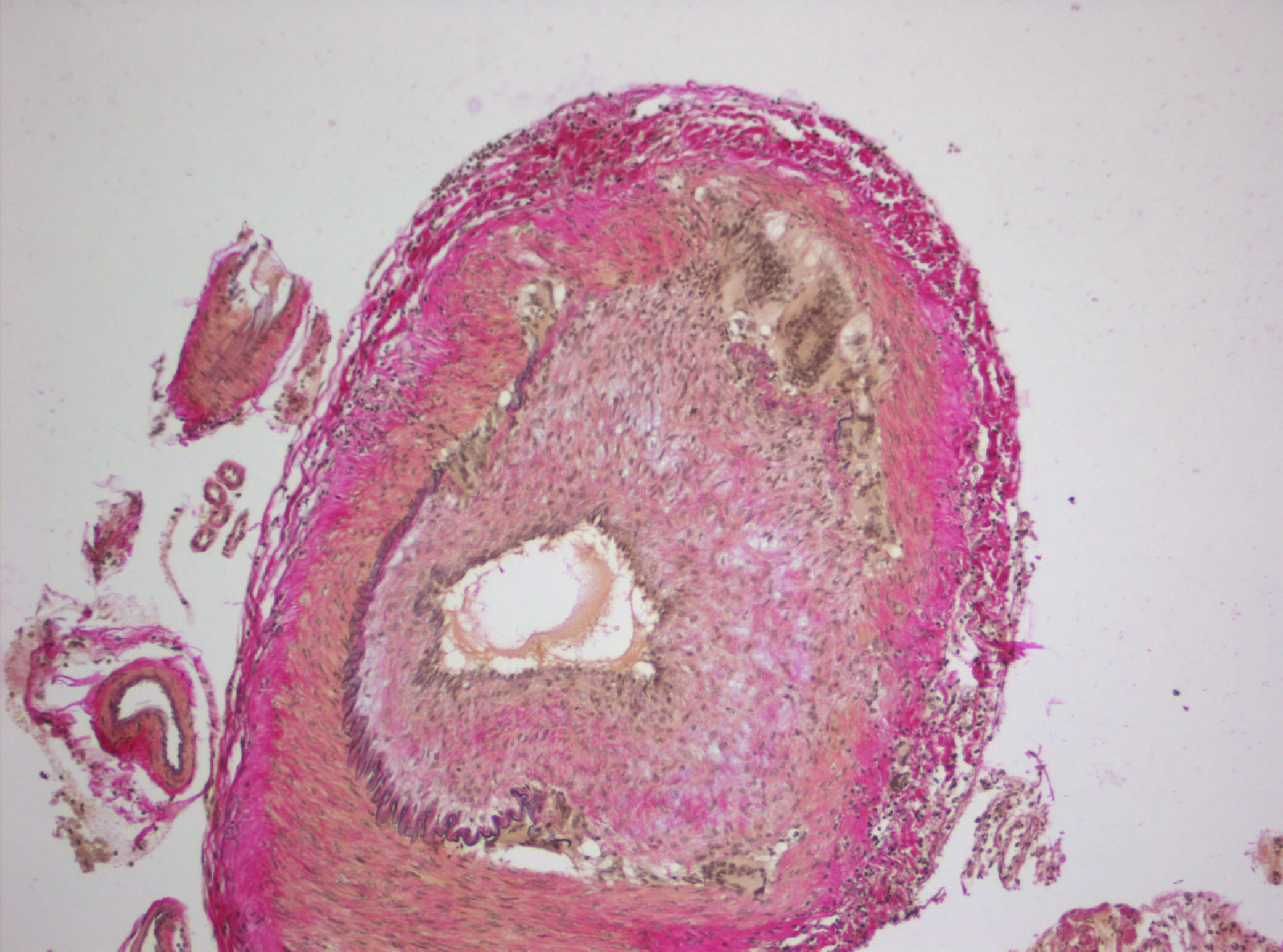
Sinh thiết mô bệnh học của viêm mạch tế bào khổng lồ ở động mạch não. Nhuộm elastica.

Tiêu chuẩn vàng để chẩn đoán viêm động mạch thái dương là sinh thiết. Cắt một phần nhỏ mạch máu dưới gây tê cục bộ và soi tiêu bản trên kính hiển vi để tìm các tế bào khổng lồ xâm nhập vào mô. Tuy nhiên, kết quả âm tính không loại trừ được chẩn đoán; vì mạch máu có dạng loang lổ nên có thể sinh thiết phải những vùng không bị ảnh hưởng trên mạch. Sinh thiết một bên với độ dài mảnh 1,5–3 cm có độ nhạy 85-90% (sinh thiết độ dài mẫu 1 cm là tối thiểu). Đặc điểm: tăng sản và viêm u hạt lớp giữa mạch máu, thâm nhiễm chủ yếu tế bào T CD4+. Hiện nay sinh thiết chỉ được coi là xác nhận cho chẩn đoán lâm sàng, chỉ là một trong các tiêu chuẩn chẩn đoán.

### Chẩn đoán hình ảnh
Siêu âm động mạch thái dương cho hình ảnh dấu hiệu quầng (halo sign). MRI và CT sọ não não bơm cản quang nói chung là không phát hiện bất thường. Các nghiên cứu gần đây đã chỉ ra rằng MRI 3T sử dụng hình ảnh độ phân giải siêu cao và tiêm thuốc cản quang có thể chẩn đoán không xâm lấn rối loạn này với độ đặc hiệu và độ nhạy cao.

## Điều trị
VĐMTBKL được coi là một cấp cứu y tế do khả năng mù không thể phục hồi. Corticosteroid, điển hình là prednisone liều cao (1 mg/kg/ngày), nên bắt đầu ngay khi nghi ngờ chẩn đoán (ngay cả trước khi chẩn đoán được xác nhận bằng sinh thiết) để ngăn ngừa mù không hồi phục thứ phát sau tắc động mạch mắt. Steroid không ảnh hưởng đến kết quả sinh thiết mạch, mặc dù có thể quan sát thấy một số thay đổi nhất định về mô học vào cuối tuần điều trị đầu tiên và khó xác định hơn sau vài tháng. Liều corticosteroid thường giảm dần trong 12-18 tháng. Steroid đường uống cũng có hiệu quả như steroid đường tĩnh mạch, ngoại trừ trong điều trị mất thị lực cấp tính khi steroid đường tĩnh mạch có vẻ mang lại lợi ích đáng kể so với steroid đường uống. Tác dụng phụ ngắn hạn của prednisone ít gặp, bao gồm thay đổi khí sắc, hoại tử vô mạch và tăng nguy cơ nhiễm trùng. Một số tác dụng phụ liên quan đến việc sử dụng lâu dài gồm tăng cân, đái tháo đường, loãng xương, hoại tử vô mạch, glôcôm, đục thủy tinh thể, bệnh tim mạch và tăng nguy cơ nhiễm trùng. Không rõ liệu việc bổ sung một lượng nhỏ aspirin có mang lại lợi ích hay không vì chưa có nghiên cứu. Có thể tiêm tocilizumab. Tocilizumab là một kháng thể nhắm mục tiêu vào thụ thể interleukin-6, là một cytokine quan trọng liên quan đến sự tiến triển của VĐMTBKL. Tocilizumab đã được chứng minh là có hiệu quả trong việc giảm thiểu các đợt tái phát của VĐMTBK khi sử dụng riêng rẽ hay sử dụng phối hợp corticosteroid. Việc sử dụng tocilizumab lâu dài cần được nghiên cứu thêm. Tocilizumab có thể làm tăng nguy cơ thủng đường tiêu hóa và nhiễm trùng, tuy nhiên không có nhiều rủi ro hơn so với sử dụng corticosteroid.

## Dịch tễ học
Viêm động mạch tế bào khổng lồ thường chỉ xảy ra ở những người trên 50 tuổi; đặc biệt là những người ở độ tuổi 70. Bệnh ảnh hưởng đến khoảng 1 trong số 15.000 người trên 50 tuổi mỗi năm. Bệnh này phổ biến hơn ở phụ nữ so với nam giới, theo tỷ lệ 2: 1, và phổ biến hơn ở những người gốc Bắc Âu, cũng như ở những người sống xa vùng Xích đạo.

## Thuật ngữ
Thuật ngữ "viêm động mạch tế bào khổng lồ" và "viêm động mạch thái dương" đôi khi được sử dụng thay thế cho nhau. Tuy nhiên, các mạch lớn khác như động mạch chủ có thể bị ảnh hưởng. Viêm động mạch tế bào khổng lồ còn được gọi là "viêm động mạch sọ não" và "bệnh Horton". Tên gọi (viêm động mạch tế bào khổng lồ) phản ánh loại tế bào xảy ra phản ứng viêm.